# Pedro Pacheco Ladrón de Guevara
Pedro Pacheco Ladrón de Guevara (La Puebla de Montalbán, 29 giugno 1488 – Roma, 5 marzo 1560) è stato un cardinale e vescovo cattolico spagnolo.

## Biografia
Era il figlio di Alonso Téllez Girón e di María Vélez de Guevara.
Fu vescovo di Mondoñedo (1532-1537), Ciudad Rodrigo (1537-1539), Pamplona (1539-1545), Jaén (1545-1554) e Sigüenza (1554-1560).
Papa Paolo III lo elevò al rango di cardinale nel concistoro del 16 dicembre 1545.
Fu viceré di Napoli dal 3 giugno 1553 al febbraio 1556.

## Viceré di Napoli
Giunto a Napoli dopo aver ricevuto la nomina vicereale (l'ultimo viceré in carica, don Pedro de Toledo, era morto nel febbraio del 1553), subentrò al figlio di don Pedro che, per pochi mesi, aveva avuto la luogotenenza generale del Regno.
La situazione che trovò al suo arrivo non era delle migliori: il popolo infatti era ancora turbato dagli ultimi anni di governo del suo predecessore, piuttosto rigido e l'ambizioso programma di opere pubbliche che era stato avviato aveva subito un pesante rallentamento.
Fu probabilmente ancor più inflessibile di don Pedro, dedicando le sue attenzioni soprattutto a una severa amministrazione della giustizia, cosa per la quale ricevette elogi da papa Giulio III ma, alla morte del pontefice (1555), dovette partire per Roma per partecipare al conclave e a Napoli giunse un nuovo inviato imperiale, in qualità di luogotenente: Bernardino de Mendoza.

## Successione apostolica
La successione apostolica è:
- Vescovo Vincenzo de Leone, O.Carm. (1548)
- Arcivescovo Antonio Gaspar Rodríguez, O.F.M. (1552)